# Arbeitsgericht Niederlahnstein
Das Arbeitsgericht Niederlahnstein war ein preußisches Gericht der Arbeitsgerichtsbarkeit mit Sitz in Niederlahnstein.

## Geschichte
Gemäß Arbeitsgerichtsgesetz vom 23. Dezember 1926 wurden in Deutschland Arbeitsgerichte gebildet. Diese waren nur in der ersten Instanz organisatorisch selbstständige Gerichte, die Landesarbeitsgerichte waren den Landgerichten zugeordnet. Am Landgericht Frankfurt am Main entstand so 1927 das Landesarbeitsgericht Frankfurt am Main als eines von drei Landesarbeitsgerichten im Bezirk des Oberlandesgerichtes Frankfurt am Main. In Niederlahnstein entstand das Arbeitsgericht Niederlahnstein. Sein Sprengel umfasste den Bezirk der Bad Ems, Braubach, Nassau, Nastätten, Niederlahnstein und St. Goarshausen. Es bestand eine gemeinsame Kammer für Arbeiter und Angestellte und eine Kammer für Handwerk.
Gemäß Kontrollratsgesetz 21 vom 30. März 1946 sollten in Deutschland Arbeitsgerichte aufgebaut werden. Das Arbeitsgericht Niederlahnstein wurde aber nicht wieder errichtet.